# 이석규 (1910년)
이석규(李碩奎, 일본식 이름:大東國男오히가시 구니오 또는 大東碩奎오히가시 세키케이, 1910년 ~ 1986년)는 친일파 인사로 일진회 회장을 지낸 이용구의 아들이다.

## 생애
경성부에서 태어났으나 아버지가 세살때 사망한 이후 일본의 나고야에서 자랐다. 1938년 옛 일진회의 후신인 대동일진회 조직에 참가한 바 있고, 일본에서 우익 단체인 다이토주쿠, 일한회담촉진회 등에서 일했다. 1939년 흑룡회와 함께 '일한합병 공로자 감사 위령제'를 열어 이용구, 송병준, 이완용 등을 기리는 위령제를 지냈다.
대동일진회에서는 일제 강점기 말기에 창씨개명을 강권하는 창씨상담실을 운영하기도 했으며, 스스로도 대동아공영권과 같은 제국주의 논리와 관련이 있는 다이토(일본어: 大東) 또는 오히가시로 창씨했다. 광복 후에도 이용구의 전기인 《이용구의 생애(李容九の生涯)》(1961)를 펴내 이용구와 한일 병합 조약 체결을 옹호하는 활동을 했다. 1986년 일본에서 사망했다.
2002년 발표된 친일파 708인 명단과 2008년 민족문제연구소가 발표한 민족문제연구소의 친일인명사전 수록자 명단에 이용구와 함께 선정되었다.

## 같이 보기
- 대동일진회

## 참고자료
- 반민족문제연구소 (1993년 2월 1일). 〈윤갑병 : ‘신일본주의’를 제창한 친일 출세주의자의 전형 (김경택)〉. 《친일파 99인 1》. 서울: 돌베개. ISBN 9788971990117.
- 백기완, 송건호, 임헌영 (2004년 5월 20일). 《해방전후사의 인식 (1)》. 서울: 한길사. 264,317쪽쪽. ISBN 8935655422.